# Kerkhof van Neuilly-l'Hôpital
Het Kerkhof van Neuilly-l'Hôpital is een gemeentelijke begraafplaats gelegen in de Franse gemeente Neuilly-l'Hopital (departement Somme). Ze ligt rond de Église Saint-Riquier op 200 m ten oosten van het gemeentehuis.

## Oorlogsgraf
- Arthur Albert William Berryman, Australische piloot bij de Royal Australian Air Force sneuvelde op 25 juni 1944. Zijn graf wordt onderhouden door de Commonwealth War Graves Commission en is daar geregistreerd als Neuilly-l'Hopital Churchyard.[1]

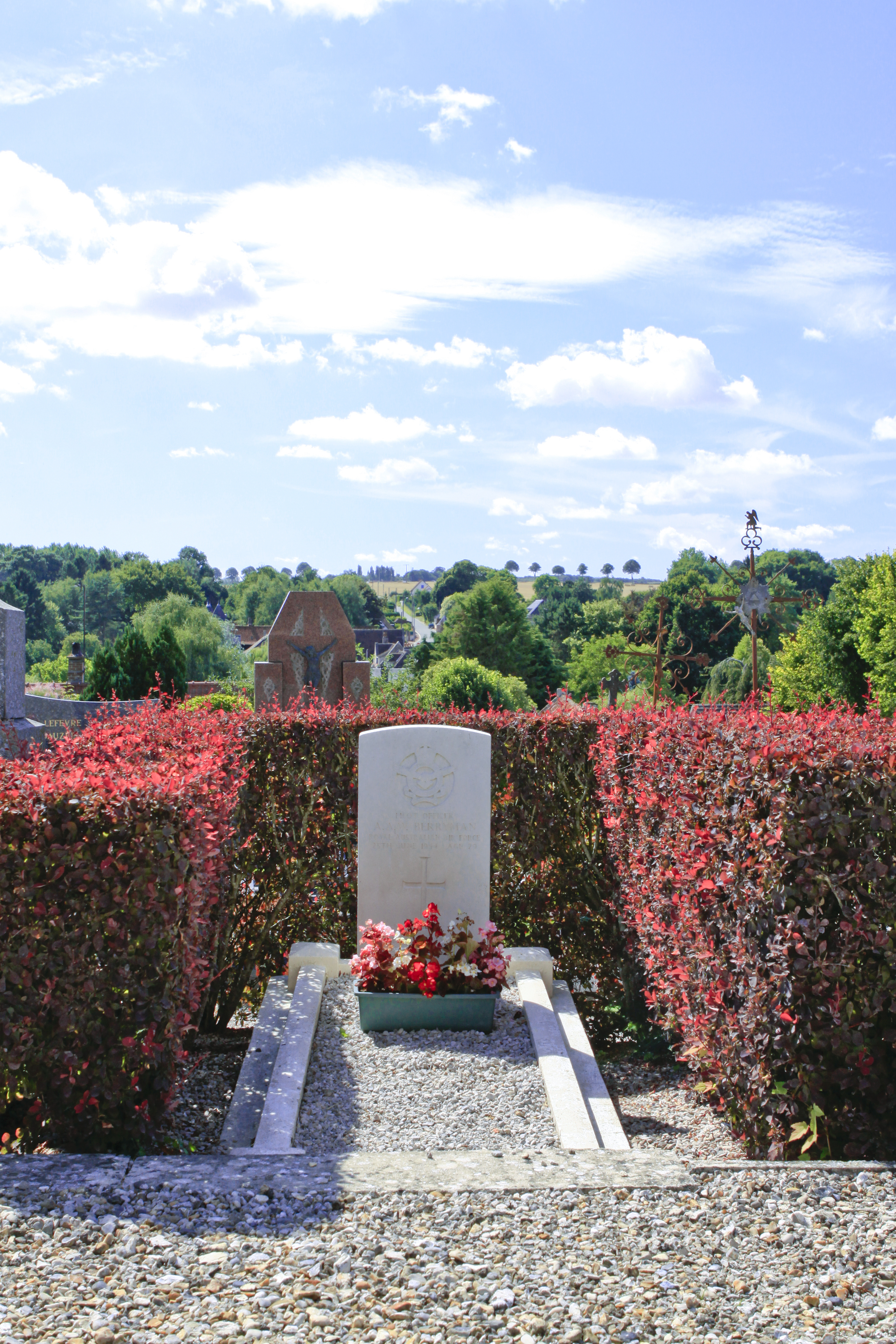
Graf van A. A. Berryman